# День Києва
День Києва (День міста Київ) — свято, присвячене місту Київ, яке відзначають в останню неділю травня.

## Історія та відзначення
Перше святкування Дня Києва відбулося в останні вихідні травня 1982 року, яке збіглося із святкуванням 1500-річчя Києва.
З 1984 року почалися регулярні вернісажі на Андріївському узвозі. А в останню неділю травня 1987 вперше було офіційно відзначено День міста Києва. Цю дату запропонував журналіст В'ячеслав Лашук[джерело?].
Насправді заходи присвячені Дню Києва, відбуваються протягом декількох днів (трьох-п'яти), які передують останній неділі травня. В дні святкування відбуваються традиційні міжнародні змагання з велоспорту, щорічна спортивно-благодійна акція «Пробіг під каштанами» (забіги для спортсменів і любителів, старт для учасників на візках і дітей до 7 років), змагання з пляжного футболу, відкрита регата, фестиваль повітряних зміїв, міський турнір з кікбоксингу, чемпіонат Києва з роликового спорту та інше.
На Співочому полі, в ботанічних садах відбуваються виставки весняних квітів. У більшості київських театрів показують спеціально підготовлені вистави для дорослих і дітей.

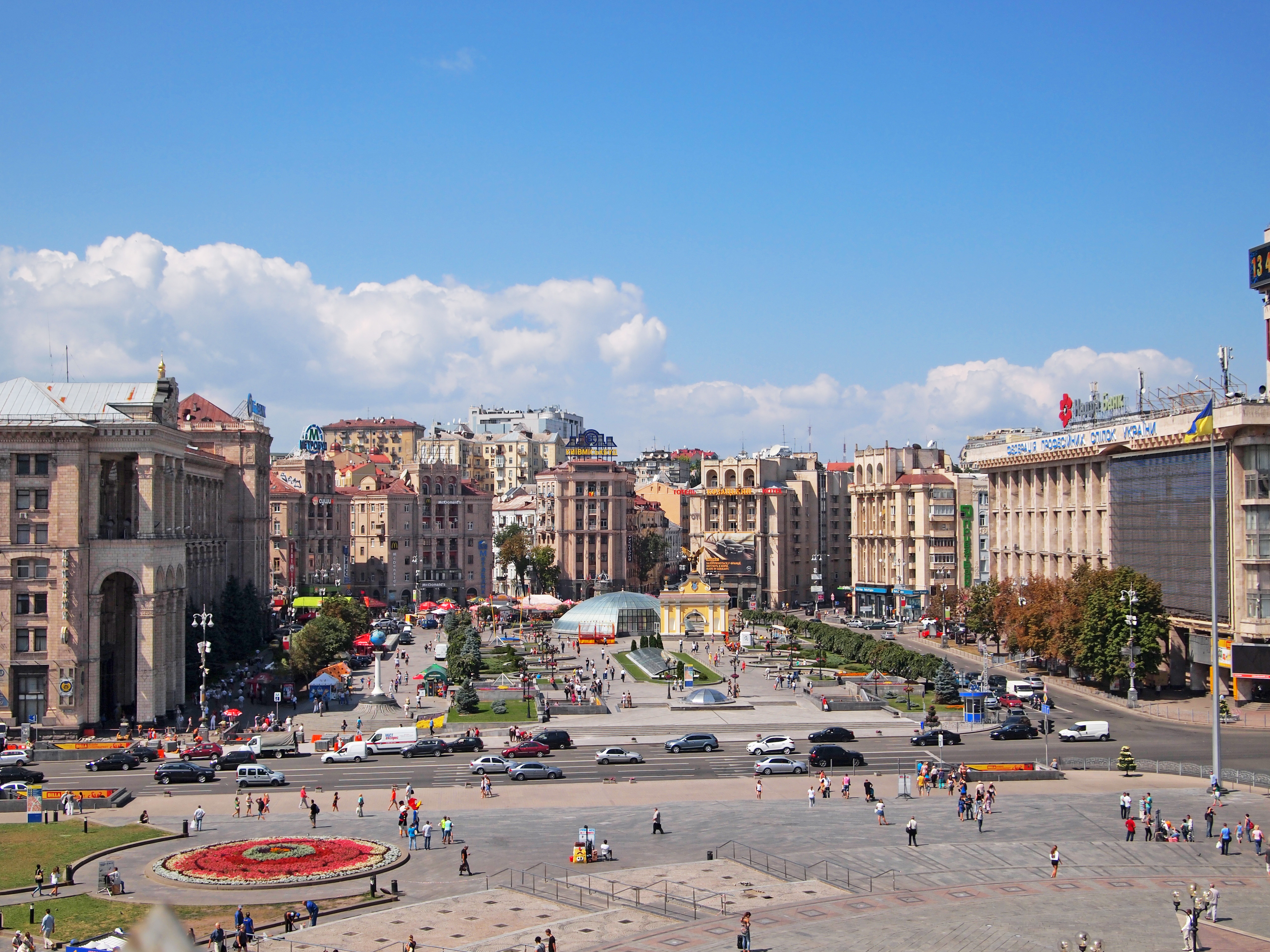
Майдан Незалежності в Києві

На Майдані Незалежності, а після 2014 року на Софійській площі проходить великий концерт за участю артистів української естради та шоу-колективів. Святкування дня Києва традиційно завершується шоу феєрверків із лазерними ефектами над Дніпром.